# Куейк
Куейк (англ. Quake Lake), повна офіційна назва Ерткуейк (англ. Earthquake Lake (Озеро Землетрусу )) — озеро в Монтані (США) на території округів Галлатин і Мадісон.

## Географія
Озеро утворилося 17 серпня 1959 року внаслідок землетрусу. На цей час озеро, назване просто Землетрус, має завдовжки 9,7 км, завширшки 0,3—0,5 км, і максимальну глибину 58 метрів. Озеро майже повністю знаходиться на території національного лісу Галлатіна.

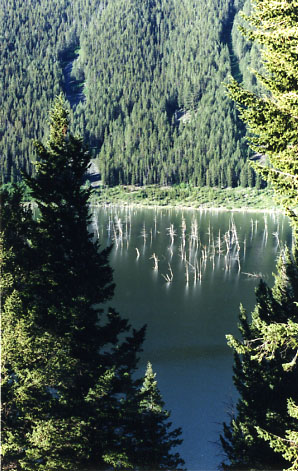

### Утворення озера
17 серпня 1959 року у Монтані стався землетрус магнітудою 7,1—7,5 за шкалою Ріхтера. Зсув масою 80 мільйонів тонн перегородив річку Мадісон і багато її приток, швидкість зсуву склала до 160 км/год, на шляху з південного схилу гори Шип він знищив кілька наметів з туристами, 28 людей загинули. Замкнені води заповнили вільне місце — те, що нині є озером Куейк, на його утворення пішло менше місяця. Гребля, що знаходиться вище за течією озера Хебген пішла тріщинами, але витримала, за кілька тижнів її ушкодження було усунено.Щоб запобігти новому зсуву, викликаному озером, що росте на очах, була проведена одна з найбільших мобілізацій Інженерних військ в історії Заходу США, і терміново побудований злив допоміг запобігти новій трагедії.